# 豊山丸
豊山丸（ほうざんまる）は、鉄道院→日本国有鉄道関門航路に在籍した鉄道連絡船。
同型船に長水丸がある。

## 概要
1920年（大正9年）12月4日、浦賀船渠により竣工した客船。同年12月27日に関門航路に就航した。
他航路に転用されることなく、1961年（昭和36年）6月15日に運航を終了し、翌1962年（昭和37年）3月31日付けで売却された。
構造は長水丸を参照のこと。

## プロフィール（新造時）
- 総トン数：410.0t
- 全長：121.0ft　（35.0m）
- 全幅：28ft
- 航海速力：9.6kt
- 出力：304馬力
- 乗客：749名（1等5名、3等744名）

※1ft=0.3048m